# وایقان
وایْقان یکی از شهرهای استان آذربایجان شرقی که در بخش مرکزی شهرستان شبستر واقع است. این شهر با داشتن حدوداً ۳۰۰ کارخانه تولید آجر سنتی بزرگ‌ترین تولیدکننده اجر سنتی در شمال غرب کشور می‌باشد.

## جغرافیا
شهر وایقان در ۵ کیلومتری جنوب شهر شبستر واقع شده‌است.

## جمعیت
جمعیت آن بالغ بر ۵ هزار نفر و در فصل کاری (خرداد-تیر-مرداد-شهریور) حدود ۴۵۰۰ نفر جمعیت شناور به آن اضافه می‌شود.
کار و فعالیت قبلی اکثریت مردم وایقان، آجرپزی بود و اکثر خانواده‌ها دارای کوره آجرپزی بودند ولی به دلایلی اکثرشان دیگر کار نمی‌کنند و در حال رفتن به پایتخت هستند و برخی نیز به کشاورزی و دامپروری مشغول می‌باشند.
به دلیل حاصلخیزی زمین‌های وایقان و هوای معتدل مکان مناسبی برای رشد گیاهان و درختان می‌باشد به طوری که در سال‌های ۱۳۹۶تا۱۴۰۰ مردمان شهرهای همجوار بویژه تبریز مشتاق به خرید زمین و باغ در وایقان می‌باشند. از جهتی این عمل منجر به ایجاد شغل خرید و فروش ملک و املاک در وایقان شد به دنبال آن زمین‌های وایقان ارزش واقعی خود را پیدا کردند. البته تورم نیز بی تأثیر نبود. 

## نامگذاری
محمدحسین خلف تبریزی در جلد چهارم برهان قاطع صفحه ۲۵۵۵ در ریشه یابی واژه وایقان آن را در زبان فارسی به دو بخش جداگانه وای و قان تقسیم می‌نماید و می‌نویسد: قان کلمه فارسی باستان و همردیف کلمه کند، گند، جنگ، جان به معنای آبادی و شهر است و وای به معنی چاه بوده‌است؛ و علت ان چاه‌ها و قنات‌های فراوان بوده‌است که در این منطقه وجود داشته‌است.
- وایقان دگرگون شده واژه پارسی بایگان می‌باشد.
- در برخی منابع علت نامگذاری این شهر را که از ۲ واژه وای و قان به معنی وای و خون تشکیل شده، حمله قشون شوروی به این منطقه بوده که باعث جنگ و کشتار مردم بوده به نحوی که در آبراهه‌های این شهر که هنوز برخی از آنها در محله‌های قدیمی موجوداست خون مردمان این شهر جاری بوده و به همین جهت نام این شهر وایقان به معنی ایوای جنگ و کشتار و خون‌ریزی گذارده شده‌است.

## جاذبه‌های گردشگری
- مسجدجامع وایقان
- کوره‌های آجرپزی
- مقبره وایقانلی آدم
- مسجد سوخلار

سوغات وایقان:
- نان محلی وایقان که نان کانل بوده و به صورت نیمه سنتی پخت می‌شود.
- آجر سنتی وایقان

محصولات:
- آجر وایقان
- انواع میوه‌های هسته دار تابستانی
- نان لواش و سنتی